# Tsonga (peuple)
Pour les articles homonymes, voir Tsonga.
Les Tsongas sont une population d'Afrique australe, vivant principalement dans le nord du Transvaal (Afrique du Sud) et dans le sud du Mozambique.

## Ethnonymie
Selon les sources et le contexte, on rencontre de nombreuses formes : Baronga, Bathonga, Changane, Changwee, Hlengwe, Inhambane, Ronga, Shangaan, Shangana, Shengwe, Songa, Thonga, Tonga, Tongas, Tsongas.
| Singulier (une personne tsonga) | Mutsonga |
| Pluriel (le peuple tsonga)      | Vatsonga |
| Langue (la langue tsonga)       | Xitsonga |

## Langue
Ils parlent le tsonga, une langue bantoue, dont le nombre total de locuteurs était estimé à 3 669 000 en 2006 .

## Culture
Les Tsongas sont connus pour leurs danses traditionnelles, notamment le xibelani.

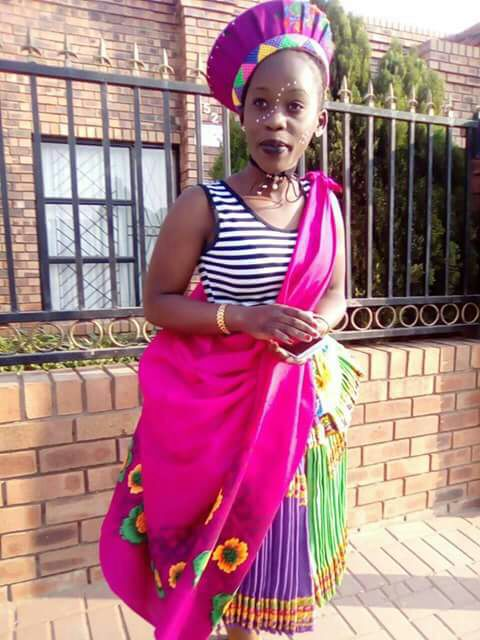
Tenue tsonga (Afrique du Sud).
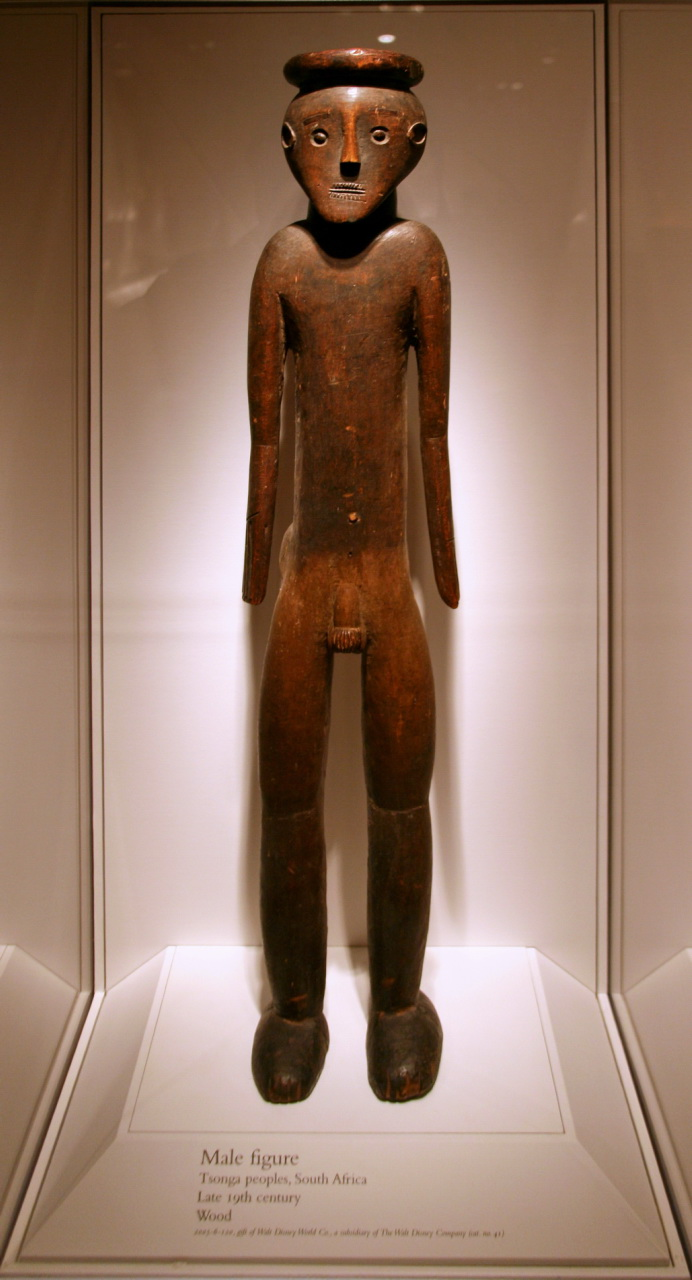
Statuette masculine[4].
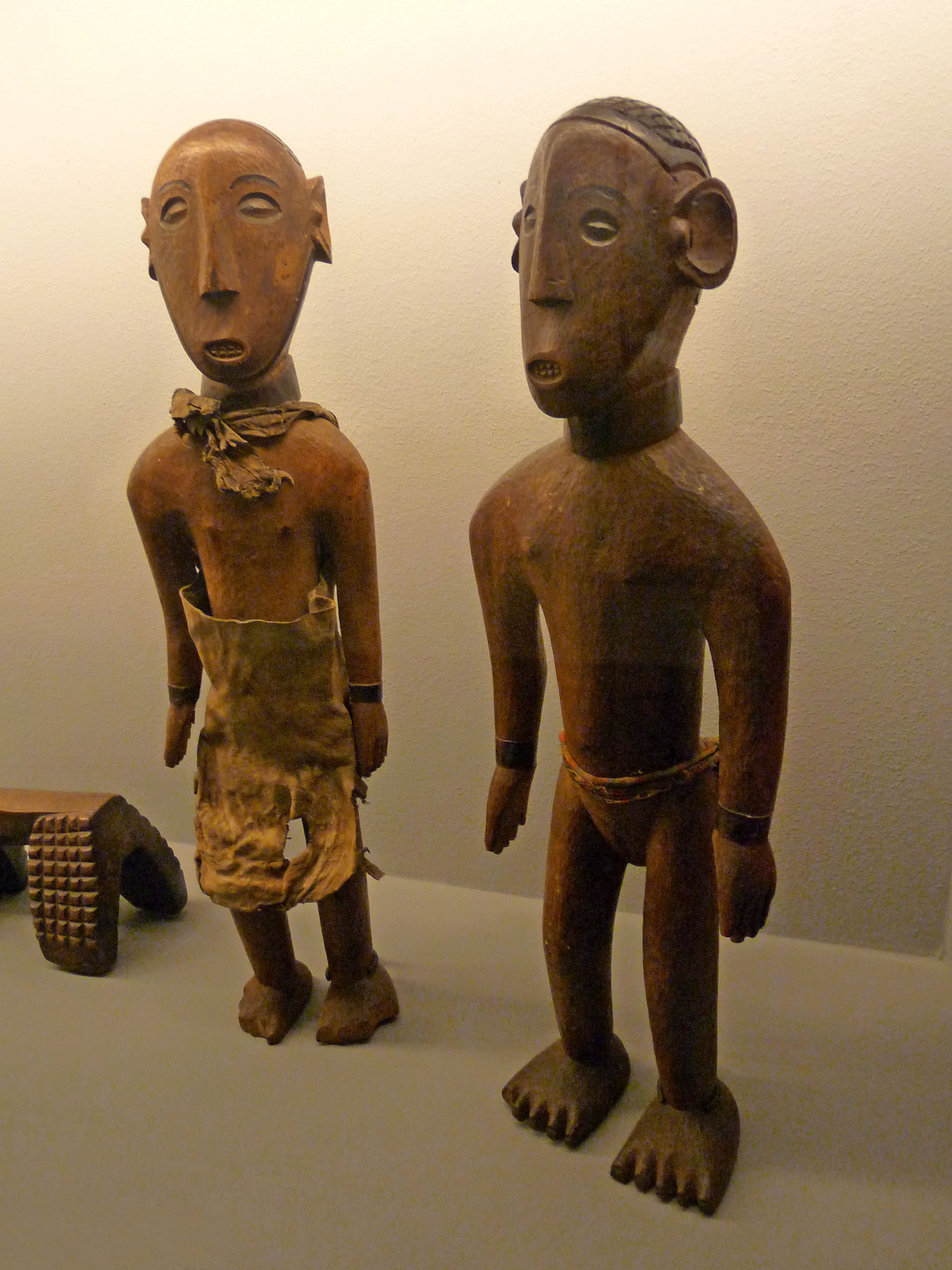
Statuettes[5].
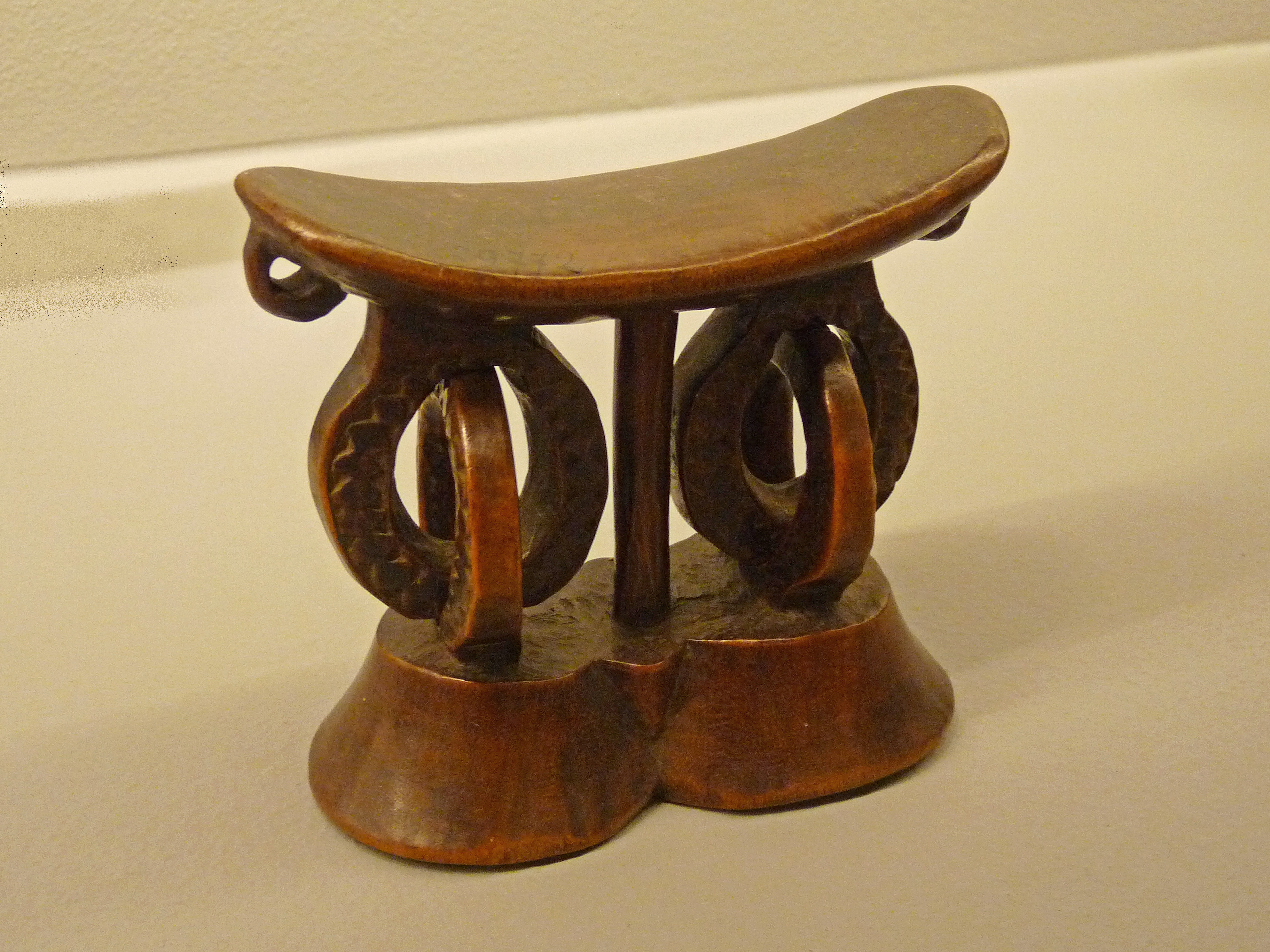
Appui-tête[5].

## Personnes notables
- Daniel Cornel Marivate, enseignant, chercheur et chef local
- Felix Alois Thuketana, écrivain et linguiste